# الدوري الفرنسي لكرة السلة للسيدات
الدوري الفرنسي لكرة السلة للسيدات (بالفرنسية: Ligue féminine de basket)‏ هو دوري كرة سلة احترافي للسيدات في فرنسا تأسس في سنة 1998 يلعب فيه 14 فريقا. يعتبر فريق بورجيز الأكثر فوزا به برصيد 13 لقبا.

## وصلات خارجية
- الموقع الرسمي